# Nederlandse wet

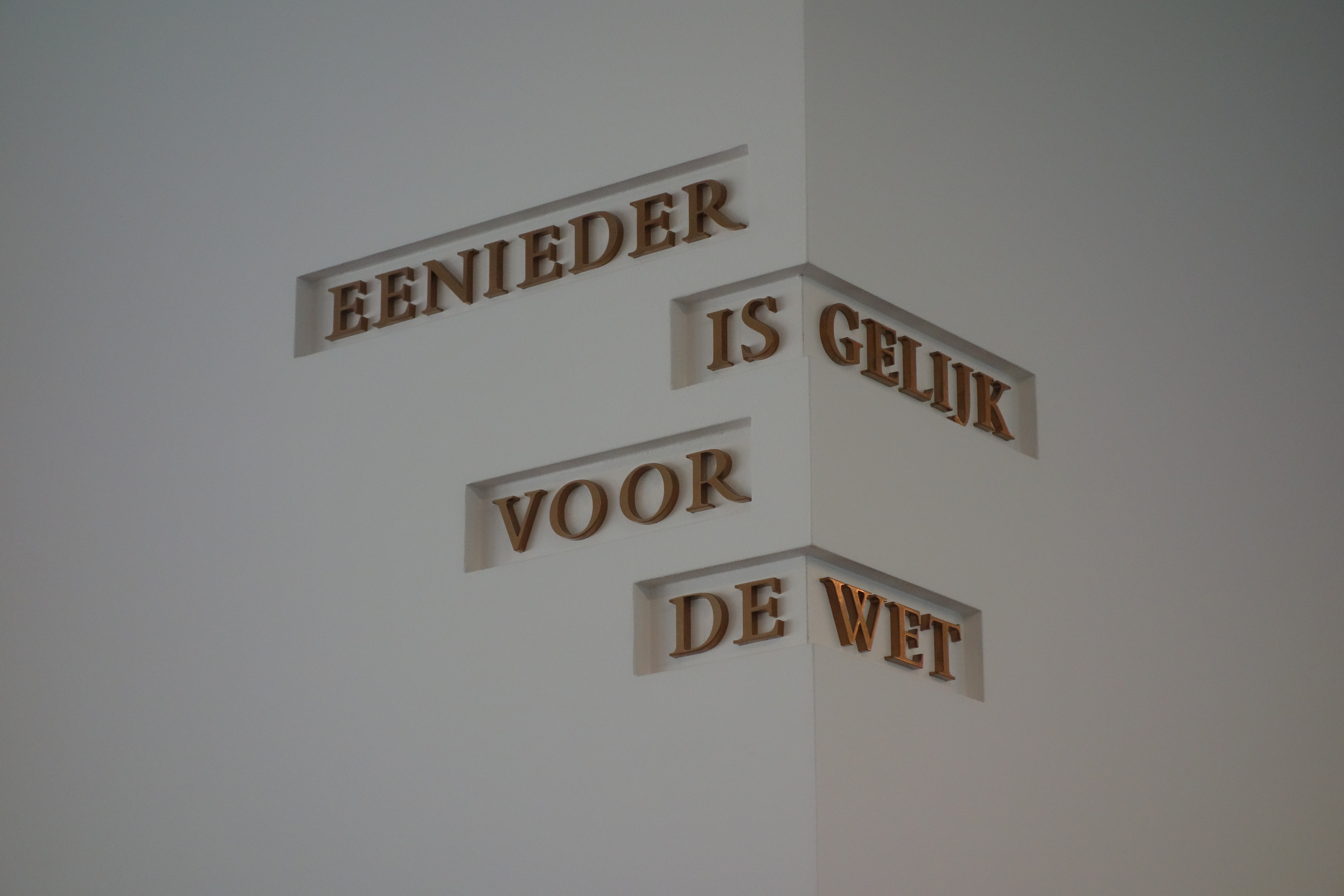
Eenieder is gelijk voor de wet. Nederlandse grondwet, Artikel II-20. Citaat op muur in gebouw Raad van State, Den Haag, mei 2017

Een Nederlandse wet in formele zin is een besluit dat tot stand komt volgens de procedure van artikelen 81 tot en met 88 van de Grondwet, wat betekent dat het een besluit is van de regering en de Staten-Generaal samen. De regering wordt gevormd door de Koning en de ministers (art. 42 Grondwet), terwijl de Staten-Generaal (het parlement) bestaat uit de Tweede en de Eerste Kamer. Gezamenlijk worden die de formele wetgever genoemd. Er is dus geen strikte scheiding tussen wetgevende en uitvoerende macht.
Het Statuut voor het Koninkrijk der Nederlanden geeft regels omtrent het proces van de totstandkoming en afkondiging van rijksregelgeving. Deze rijkswetten gelden voor de vier landen van het Koninkrijk: Nederland, Aruba, Curaçao en Sint Maarten. Door beide Kamers aangenomen wetsvoorstellen (in formele zin) die door de Koning zijn bekrachtigd worden gepubliceerd in het Staatsblad van het Koninkrijk der Nederlanden. Voor de andere landen van het Koninkrijk ook in het publicatieblad van die landen. Pas na deze bekendmaking kan een wet in werking treden.
Wetten in formele zin zijn te onderscheiden in:
- De Grondwet. Dat is een bijzondere wet die volgens een speciale procedure wordt gewijzigd (zie herziening van de Grondwet).
- Rijkswetten, die gelden voor het hele Koninkrijk der Nederlanden (voorbeeld: de Rijkswet op het Nederlanderschap)
- wetten voor (heel) Nederland (voorbeeld: de Kieswet).
- wetten voor het Europese deel van Nederland (voorbeeld: de Winkeltijdenwet).
- wetten voor de BES-eilanden (voorbeeld: de Wet winkelsluiting BES)

De term wet in materiële zin betekent, afhankelijk van de gehanteerde definities, min of meer hetzelfde als algemeen verbindend voorschrift. Hieronder wordt met "wet" een wet in formele zin bedoeld.

## Vorm
Een kenmerkende eigenschap aan Nederlandse wetten is dat ze altijd uitgaan van de Koning, zelfs als het initiatief van de wet vanuit de Tweede Kamer komt. Hoewel artikel 81 van de Grondwet bepaalt dat wetten worden vastgesteld door de regering en Staten-Generaal gezamenlijk, gaat het afkondigingsformulier, zoals bepaald in artikel XIX, uit van een Koning die wetten goedvindt en verstaat met gemeen overleg der Staten-Generaal.
Daarom wordt in Nederlandse wetten aan de Koning gerefereerd met "Ons" of "Wij" in plaats van "de Koning", zoals in België of "Her Majesty", zoals in het Verenigd Koninkrijk. Tegenwoordig wordt deze praktijk minder consequent toegepast. Zo is in de Provinciewet "onze commissaris" gewijzigd in "de commissaris van de koning", ook worden personen steeds vaker "bij koninklijk besluit" benoemd in plaats van "door Ons". "Onze minister" daarentegen wordt nog altijd wel in nieuwe wetten gebruikt. (Zie hiervoor aanwijzing 3.23 Aanwijzingen voor de regelgeving).

### Afkondigingsformulier
Hoofdstuk 4 (Bijzondere bestanddelen van regelingen) van de Aanwijzingen voor de regelgeving bepaalt onder meer:
Wetten worden voorzien van een opschrift:
Wet van ... (datum) tot ...
of
Wet van ..., (datum) houdende ...
met op de puntjes aan het eind het opschrift van het wetsvoorstel, waarbij de eerste letter van dat opschrift, als het eerste woord geen eigennaam is, een kleine letter wordt. Indien aan een regeling een citeertitel wordt gegeven, wordt deze aan het slot van het opschrift tussen haakjes vermeld. Het opschrift van een wetsvoorstel is bijvoorbeeld Regels omtrent de instelling van de Autoriteit Consument en Markt (Instellingswet Autoriteit Consument en Markt), en het opschrift in het Staatsblad van de uiteindelijke wet Wet van 28 februari 2013, houdende regels omtrent de instelling van de Autoriteit Consument en Markt (Instellingswet Autoriteit Consument en Markt) ('regels' in plaats van 'Regels').
Voor de aanhef van een wet wordt op grond van Additioneel artikel XIX van de Grondwet het volgende model gebruikt:
Wij Willem-Alexander, bij de gratie Gods, Koning der Nederlanden, Prins van Oranje-Nassau, enz. enz. enz.
Allen, die deze zullen zien of horen lezen, saluut! doen te weten:
Alzo Wij in overweging genomen hebben, dat ...... (considerans);
Zo is het, dat Wij, de Afdeling advisering van de Raad van State gehoord, en met gemeen overleg der Staten-Generaal, hebben goedgevonden en verstaan, gelijk Wij goedvinden en verstaan bij deze:
(zie ook preambule).
Het slotformulier luidt:
Lasten en bevelen dat deze in het Staatsblad zal worden geplaatst en dat alle ministeries, autoriteiten, colleges en ambtenaren wie zulks aangaat, aan de nauwkeurige uitvoering de hand zullen houden.
en de ondertekening bij een wetsvoorstel:
Gegeven (datum) De Minister/Staatssecretaris van ... (departement), ... (naam).
en bij een wet:
Gegeven te (plaats), (datum)
Willem-Alexander
De Minister/Staatssecretaris van ... (departement),
... (naam).
Uitgegeven de ... (datum met dag van de maand in letters)
De Minister van Veiligheid en Justitie, ... (naam).
Vergelijk het model van een Koninklijk Besluit.

### Wetboek en boek
Soms wordt een wet een wetboek genoemd:
- Wetboek van Burgerlijke Rechtsvordering, bestaande uit vier boeken
- Wetboek van Koophandel (Nederland), bestaande uit twee boeken
- Wetboek van Strafrecht (Nederland), bestaande uit drie boeken
- Wetboek van Strafvordering (Nederland), bestaande uit zes boeken

Verder is er het Burgerlijk Wetboek, dat bestaat uit tien boeken (1 t/m 7, 7a, 8 en 10), die elk de vorm van een wet hebben.
De Grondwet bepaalt hierover De wet regelt het burgerlijk recht, het strafrecht en het burgerlijk en strafprocesrecht in algemene wetboeken, behoudens de bevoegdheid tot regeling van bepaalde onderwerpen in afzonderlijke wetten. Het Wetboek van Strafvordering wordt over een aantal jaar vervangen door een nieuw Wetboek (Zie bijv. Kamerstuk 36327, nr. 2)

## Totstandkoming
De meeste wetten worden gemaakt omdat er een probleem is dat om een oplossing van de overheid vraagt. Allerlei personen en instanties kunnen ertoe bijdragen dat een onderwerp zoals dat heet 'op de politieke agenda wordt geplaatst'. Bijvoorbeeld politieke partijen, burgers, belangengroepen, media, deskundigen binnen of buiten de overheid, alsmede de bewindslieden zelf. In toenemende mate verplichten richtlijnen en verordeningen van de Europese Unie tot nieuw beleid.
Op sommige beleidsterreinen speelt wetgeving geen grote rol (bijvoorbeeld bij buitenlandse betrekkingen), op andere beleidsterreinen juist wel (strafrecht, belastingen, sociale zekerheid). Bij belangrijke beleidswijzigingen waarover geen wetgeving nodig is wordt een beleidsnota opgesteld ten behoeve van de Tweede Kamer.
In artikel 15, eerste lid, van het Statuut is bepaald dat de Koning een ontwerp van rijkswet gelijktijdig met de indiening bij de Staten-Generaal aan de vertegenwoordigende lichamen van Aruba, Curaçao en Sint Maarten zendt. Artikel 22, eerste lid, van het Statuut geeft regels voor de afkondiging van rijkswetten en algemene maatregelen van rijksbestuur. Een nadere uitwerking van artikel 22 van het Statuut is gegeven in de Reglementen voor de Gouverneurs.

### Wetsvoorstel en initiatief-wetsvoorstel
Voordat een wetsvoorstel wordt geschreven wordt vaak nagegaan wat er aan kennis en opvattingen over het te formuleren beleid in de maatschappij leeft. Zo kan aan onderzoeksinstellingen binnen of buiten de overheid onderzoek worden opgedragen. De betreffende minister of staatssecretaris geeft dan aan een of meer wetgevingsjuristen opdracht het wetsvoorstel te schrijven.
Aan vaste of tijdelijke adviescolleges kan advies worden gevraagd (zij kunnen ook ongevraagd advies uitbrengen). Er kan overleg worden gevoerd met bepaalde belangengroepen (waarvoor soms vaste overlegorganen bestaan) en er kan een meer algemene publieke discussie plaatsvinden.
Vaak is er een internetconsultatie. Dan wordt een concept van een wetsvoorstel, AMvB of ministeriële regeling op internet gepubliceerd, waarna organisaties en individuen via internet kunnen reageren. De reacties zijn openbaar, voor zover men bij het reageren heeft aangegeven hier geen bezwaar tegen te hebben. Vervolgens wordt er een rapport gepubliceerd over de consultatie, met een samenvatting van de bijdragen en een reactie daarop. Als er een wetsvoorstel komt is dit rapport een paragraaf in de Memorie van toelichting.
Het initiatief voor een wetsvoorstel gaat meestal uit van de regering (afhankelijk van de reikwijdte van het onderwerp een of meer ministers). Het kan echter ook uitgaan van een of meer leden van de Tweede Kamer. Als een wetsvoorstel door een of meer leden van de Tweede Kamer wordt ingediend, wordt gesproken van een initiatiefwetsvoorstel. Het Bureau Wetgeving van de Tweede Kamer ondersteunt het initiatief door te kijken of de teksten juridisch juist zijn en of er ook staat wat met het initiatief bedoeld wordt. Vaak schrijven de medewerkers van het Bureau Wetgeving de tekst zelf of - mits met toestemming van de betrokken minister - wordt het opgesteld door de wetgevingsjuristen van het ministerie dat het onderwerp in het pakket heeft. Het betrokken Kamerlid verdedigt in dat geval zelf het wetsvoorstel.

### Ontwerp
Als een minister een bepaald onderwerp wil regelen, geeft hij de ambtenaren op zijn departement opdracht om een wetsvoorstel te maken. (Duur: weken, maanden en soms zelfs jaren). Het begint met overleg met het "veld", allerlei instanties en betrokkenen bij het onderwerp. Dan gaat een wetgevingsjurist een tekst schrijven met behulp van de Aanwijzingen voor de regelgeving. In sommige gevallen, bijvoorbeeld bij onderwerpen die technisch of gecompliceerd zijn, wordt dat ontwerp wetsvoorstel gepubliceerd en worden burgers en organisaties uitgenodigd een reactie te geven. Als er verplichte adviesorganen zijn wordt daar overleg mee gepleegd en hun advies gevraagd. Dan worden ook de uitvoeringstoetsen gedaan. De hele procedure van wetgeving is beschreven in het Draaiboek voor de regelgeving.
Na deze voorbereidingen overlegt de verantwoordelijke minister met zijn collega's. Dit interdepartementaal overleg moet in elk geval met Justitie en Financiën (Duur: meestal een paar maanden).

### Ministerraad
Het wetsvoorstel wordt besproken in de ministerraad (Duur: als alles meezit, in totaal circa een maand). Er zijn drie stadia:
- ambtelijk voorportaal (met hoge ambtenaren zoals DG's).
- onderraad ministerraad (met aantal bij het onderwerp direct/indirect betrokken ministers) Over eventuele geschilpunten die in ambtelijk overleg niet konden worden opgelost, moet dan worden beslist. Dat gebeurt eerst in een van de vaste onderraden van de ministerraad en zo nodig daarna in de ministerraad zelf.
- ministerraad (met alle ministers).

### Afdeling advisering van de Raad van State
Gaat de ministerraad akkoord, dan volgt de volgende fase. Het wetsvoorstel gaat voor advies via de Koning naar de Afdeling advisering van de Raad van State (AARvS). Als voorzitter van dit orgaan verzoekt hij daarbij om het advies niet aan hem uit te brengen, maar gelijk aan de minister die het aangaat. (Duur: gemiddeld 2,5 maand.) Elk advies krijgt een dictum, zie bij AARvS. Het antwoord van de minister op het advies van de Raad van State, het Nader rapport, gaat naar de Koning met het verzoek het wetsvoorstel in te dienen bij de Tweede Kamer. (Duur: afhankelijk van onder meer het dictum van het advies van de Raad.) Het advies van de Raad van State wordt vaak opgevolgd en verwerkt in het voorstel. Als het dictum negatief is en het voorstel wordt aangepast, moet het aangepaste voorstel eerst weer naar de ministerraad alvorens het naar de Koning te mogen sturen. De Koning stuurt het (eventueel bijgestelde) voorstel met een aanbiedingsbrief, de zogenaamde Koninklijke boodschap, naar de Tweede Kamer. (Duur: meestal een paar dagen na het verzoek.)
Voor de jaarlijkse voorstellen van algemene begrotingswetten gelden ingevolge artikel 105 van de Grondwet, uitgewerkt in artikel 2.23 van de Comptabiliteitswet 2016, aparte procedurele voorschriften. Formeel worden ook de voorstellen van algemene begrotingswetten door of vanwege de Koning ingediend, jaarlijks op het in artikel 65 van de Grondwet bedoelde tijdstip. (Prinsjesdag, of een bij wet te bepalen eerder tijdstip). Momenteel is alleen voor de indiening van begrotingswetsvoorstellen een algemene machtiging verleend (bij besluit van 6 maart 1992, dit besluit is niet gepubliceerd). Staande praktijk is, dat dit de enige wetsvoorstellen zijn, die niet formeel door, maar vanwege de Koning worden ingediend. Dat wil zeggen dat bij begrotingswetsvoorstellen geen sprake is van een Koninklijke boodschap voorafgaand aan het wetsvoorstel (de gebruikelijke nrs. 1 en 2). Deze wetsvoorstellen worden rechtstreeks door een minister ingediend en niet via de gebruikelijke (vertragende en dure) omweg via de koning. Die hoeft dus niet vooraf een begeleidende brief, de Koninklijke boodschap, te tekenen. In de Kamerstukken zit bij de begrotingsstukken ook geen brief van de minister.

### Koninklijke boodschap
De Koninklijke boodschap heeft een vaste en formele tekst, die als volgt luidt:
Wij bieden U hiernevens ter overweging aan een voorstel van wet (titel).

De memorie van toelichting die het Wetsvoorstel vergezelt, bevat de gronden waarop het rust.

En hiermede bevelen Wij U in Godes heilige bescherming.
’s-Gravenhage, datum en daarnaast, na een aantal spaties: Willem-Alexander
Als de koning het stuk ergens anders tekent staat die plaatsnaam vermeld, bijvoorbeeld de plaats van zijn huis-/vakantieadres of staatsbezoek.
Voorbeelden:
Voor de inhoud van het wetsvoorstel is de tekst niet van betekenis. Tegelijk met de Koninklijke boodschap worden aan de Tweede Kamer aangeboden:
- het wetsvoorstel;
- de memorie van toelichting;
- het advies van de Raad van State;
- de reactie van de regering (het Nader rapport) daarop.

### Nummering
Het wetsvoorstel krijgt van het Bureau Wetgeving formeel een kamerstuknummer van vijf cijfers (vaak geschreven met een spatie na de eerste twee). Bijvoorbeeld 24 226 Winkeltijdenwet.
Er worden standaard vier stukken ingediend:
- kamerstuknr. + nr. 1 de Koninklijke boodschap
- kamerstuknr. + nr. 2 het Voorstel van Wet
- kamerstuknr. + nr. 3 de Memorie van toelichting, (MvT), waarin het voorstel wordt toegelicht
- kamerstuknr. + nr. 4 het advies van de Raad van State en het Nader rapport.

Deze nummers 1, 2, 3 en 4 worden ondernummers genoemd. Vervolgens worden verdere Kamerstukken van opvolgende ondernummers voorzien.
De Eerste Kamer gebruikt hetzelfde Kamerstuknummer, maar gebruikt in plaats van volgnummers volgletters: A, B, enz.
Bij begrotingswetten (zie ook boven):
- kamerstuknr. + nr. 1 Voorstel van Wet
- kamerstuknr. + nr. 2 de Memorie van toelichting

### Tweede Kamer
Als een voorstel de Tweede Kamer bereikt zegt men dat het aanhangig is.
Eerst wordt in een procedurevergadering van de vaste Kamercommissie die over het onderwerp gaat vastgesteld wanneer er een schriftelijk verslag kan worden ingeleverd. (Duur: de procedurevergadering is meestal twee keer per maand). Eerst schrijft deze commissie een verslag met schriftelijke vragen en opmerkingen, meestal binnen een paar weken na de procedurevergadering. Naar aanleiding hiervan schrijft de indiener (Minister of Kamerlid) een nota naar aanleiding van het verslag, met eventueel daarbij een nota van wijziging. (Duur: afhankelijk van het aantal en de zwaarte van de vragen en opmerkingen. Soms binnen een week, het kan ook vele maanden vergen.) Als de nota naar aanleiding van het verslag is binnengekomen wordt in een procedurevergadering van de vaste Kamercommissie beslist of de antwoorden voldoende zijn of dat een tweede schriftelijke ronde nodig wordt geacht.
Soms is er eerst wetgevingsoverleg, in kleiner verband met ministers en ambtenaren, afhankelijk van de toestemming door het presidium van de tweede kamer. Dat overleg kan over verscheidene dagen verspreid plaatsvinden. Zo wordt er bijvoorbeeld elk jaar enkele wetgevingsoverleggen gehouden over het jaarlijkse Belastingplan en de bijbehorende wetsvoorstellen. 
Afhankelijk van de beslissing van het presidium wordt het voorstel behandeld op advies van de vaste Kamercommissie behandeld in een algemene (openbare) vergadering, waar er over gedebatteerd wordt, of aan de kamer voorgelegd als "hamerstuk", dan kan het zonder bespreking worden "afgehamerd". 
Naar aanleiding van de plenaire discussie kan de minister weer een of meer malen komen met een nota van wijziging. Als een Kamerlid het niet helemaal eens met het voorstel, dan kan een Kamerlid (alleen of samen met anderen) amendementen indienen (een voorstel om het wetsvoorstel aan te passen). Ook daarbij worden de Kamerleden geholpen door het Bureau Wetgeving, dat ervoor zorgt dat de amendementen juridisch inhoudelijk passen in het wetsvoorstel en de overige wetten. Meestal wordt er op de dinsdag een week na de plenaire vergadering gestemd. Eerst over de amendementen, daarna over de artikelen en tot slot over de hele wet.
Naar aanleiding van een aangenomen amendement verzoekt de regering de Tweede Kamer soms vóór de stemming over het wetsvoorstel om er nog een wijziging in aan te brengen, bijvoorbeeld voor de consistentie ervan. Hierover kan de Tweede Kamer dan beslissen, en vervolgens stemmen over het zo opnieuw herziene wetsvoorstel.
Een wetsvoorstel komt alleen door de Tweede Kamer als de meerderheid vóór stemt. 
Op basis van artikel 84 van de Grondwet kunnen nota's van wijziging en amendementen slechts worden ingediend tot de stemming over het voorstel van wet. Na de stemming staat de tekst van het voorstel van wet vast. Als er in het voorstel van wet wijzigingen zijn aangebracht via amendementen of nota's van wijziging, wordt eerst het betreffende departement gevraagd de eindtekst, zoals die door het Bureau Wetgeving van de Tweede Kamer is samengesteld te controleren. Die reactie komt meestal enkele dagen na de aanvaarding door de Tweede Kamer.

### Eerste Kamer
Na de Tweede Kamer volgt de Eerste Kamer. De voorzitter van de Tweede Kamer biedt de geconsolideerde versie van het wetsvoorstel (gewijzigd voorstel van wet, de bijgewerkte versie, waar de nota's van wijziging en de aangenomen amendementen in zijn verwerkt) aan aan de Eerste Kamer. Als er gedurende het wetgevingsproces wijzigingen zijn aangebracht in het voorstel, wordt de eindtekst door de Eerste Kamer gepubliceerd als kamerstuk van de Eerste Kamer (hier meestal het eerste stuk van het dossier, dus met volgletter A; als er geen wijzigingen zijn geweest dan is er geen apart kamerstuk, en krijgt bijvoorbeeld het eerste commissieverslag volgletter A). 
Eerst wordt het voorstel schriftelijk behandeld in een procedurevergadering van de vaste Eerste Kamercommissie die over het onderwerp gaat. (Duur: veelal een paar weken na indiening.) Ook de Eerste Kamer heeft vele commissies, elk met een eigen onderwerp. Van de schriftelijke vragen en opmerkingen wordt een verslag gemaakt, meestal binnen een paar weken na de procedurevergadering. Als de Tweede Kamer het wetsvoorstel als hamerstuk heeft behandeld is het verslag vaak blanco en kan het sneller. De minister stuurt een Memorie van antwoord naar de Eerste Kamer, tenzij er een blanco verslag ligt. (Duur: afhankelijk van het aantal en zwaarte van de vragen en opmerkingen.) Daarna volgt nog een procedurevergadering van de vaste Kamercommissie, in principe een paar weken na de Memorie van antwoord. Daar wordt beslist of de antwoorden voldoende zijn of dat een tweede schriftelijke ronde nodig wordt geacht. Het voorstel wordt behandeld in een algemene (openbare) vergadering of het voorstel wordt aan de kamer voorgelegd als "hamerstuk", dan kan het zonder bespreking worden "afgehamerd". Meestal wordt er een week na de plenaire behandeling gestemd.

### Novelle
Een wetsvoorstel komt alleen door de Eerste Kamer als de meerderheid vóór stemt. De Eerste Kamer kan geen veranderingen aanbrengen in het voorstel. Het is alles-of-niets: goedkeuren of verwerpen. De Eerste Kamer kan een wetsvoorstel wel ophouden als ze vindt dat de tekst moet worden aangepast. In zo'n geval wordt met de minister afgesproken dat er een spoedprocedure met een nieuw gerelateerd wetsvoorstel wordt gevolgd, een novelle.

### Stemmingen
Bij de stemmingen zijn meestal niet alle leden van de fracties aanwezig. Gebruikelijk is dat de dienstdoend voorzitter kijkt naar de opgestoken handen - of bij stemmen bij zitten en opstaan de staande leden - en per fractie aangeeft welke fracties voor of tegen zijn en welke fracties niet aanwezig zijn. Dan telt het aantal leden dat de fractie in de Kamer heeft. In de Handelingen komt te staan De voorzitter: Ik constateer dat de aanwezige leden van de fracties van ... voor deze motie hebben gestemd en die van de overige fracties ertegen, zodat zij is aangenomen/verworpen.
Pas als er een hoofdelijke stemming gevraagd wordt is van belang hoeveel er van die leden er in de zaal zitten. Dat komt bijvoorbeeld voor als er in een fractie verschil van mening is. Dan kunnen leden van de fractie een stemverklaring uitbrengen en kan het niet anders dan dat er hoofdelijk wordt gestemd. Stemverklaringen kunnen ook per fractie worden gegeven en dan is hoofdelijke stemming weer niet nodig.
Bij een hoofdelijke stemming wordt de volgorde bepaald door het alfabet. Het lot beslist bij welk nummer van de presentielijst begonnen wordt, om te voorkomen dat een stemming steeds bij dezelfde persoon een aanvang neemt. In de Eerste Kamer brengt de voorzitter als laatste zijn stem uit.
Het is politiek soms handig om interne verdeeldheid in een andere fractie aan het licht te brengen. In zo'n geval wordt er een hoofdelijke stemming aangevraagd en blijkt daarbij hoe sterk de fractiediscipline is.

### Bekrachtiging
Na de stemming in de Eerste Kamer volgt de afronding. Het aanvaarde wetsvoorstel gaat naar de Koning, die het bekrachtigt door zijn handtekening te zetten en tevens bevel geeft tot bekendmaking door een tweede handtekening. Daarna moet(en) de betrokken minister(s) hun handtekening bij beide handtekeningen van de Koning zetten, het contraseign. Iedere wet bevat dus twee handtekeningen van de Koning én twee keer een handtekening van de minister(s) voor contraseign. Daarmee is het voorstel een wet geworden. De wet wordt gepubliceerd in het Staatsblad, meestal een maand na de aanvaarding door de Eerste Kamer.
Het wetsvoorstel "omschrijving (citeertitel)" krijgt nu bijvoorbeeld de naam "Wet van datum, houdende omschrijving (citeertitel)".
Het wetsvoorstel "Wijziging van de naam_wet omschrijving_wijziging (citeertitel_of_omschrijving_wijzigingswet)" krijgt de naam "Wet van datum tot wijziging van naam_wet omschrijving_wijziging (citeertitel_of_omschrijving_wijzigingswet)". Bij een initiatiefwet vervalt de vermelding van de initiatiefnemers.
In het eerste geval wordt er een wet toegevoegd aan de verzameling van kracht zijnde, geconsolideerde wetten, in het tweede geval veranderen er één of meer geconsolideerde wetten. Zo'n wijzigingswet als in het tweede geval wordt na aanvaarding zelf meestal niet meer gewijzigd. Een latere nieuwe wijzigingswet kan natuurlijk wel de gewijzigde wet opnieuw wijzigen.

### Bekendmaking
De bekendmaking is geregeld in de Bekendmakingswet. Wetten worden bekendgemaakt in het Staatsblad. Het Staatsblad vanaf 1995 staat op officielebekendmakingen.nl. Sinds 1 juli 2009 is dit de authentieke bron.
Soms is een wet bekend onder een andere naam dan de formele naam. Zo'n wet is dan vaak alleen een wijzigingswet, die niet meer regelt dan het wijzigen van artikelen in andere wetten. Een goed voorbeeld is de Wet ketenaansprakelijkheid. De tekst is geformuleerd in artikel 35 van de Invorderingswet 1990 en de uitvoeringsbepalingen zijn opgenomen in de uitvoeringsregeling inleners-, keten- en opdrachtgeversaansprakelijkheid 2004. De wettekst van die inlenersaansprakelijkheid staat weer in artikel 34 van de invorderingswet 1990.
Er loopt een geschil tussen een belanghebbende en de Staat over de vraag of wetten enz. mogen verwijzen naar niet gratis verkrijgbare NEN normen, zie onder.

#### Datering
De volledige titel van een wet bevat een datum (zoals "Wet van 12 juli 2012 ..") die ook onderaan staat bij de ondertekening door de koning. Daaronder staat de publicatiedatum, die enkele dagen later is, zoals in "Uitgegeven de zeventiende juli 2012, De Minister van Veiligheid en Justitie". Naar de laatstgenoemde datum kan verwezen worden bij een bepaling over de inwerkingtreding, bijvoorbeeld "Deze wet treedt in werking met ingang van de dag na de datum van uitgifte van het Staatsblad waarin zij wordt geplaatst.", soms de tweede dag, de eerste dag van de derde kalendermaand na de datum van uitgifte, enz. Ook een overgangsregeling kan naar de publicatiedatum verwijzen, bijvoorbeeld "tussen 26 april 2012 en 2 maanden na publicatie van de Wet afschaffing huishoudinkomenstoets in het Staatsblad".

### Inwerkingtreding
De dag waarop een wet daadwerkelijk van kracht wordt, verschilt. Van oudsher treden wetten en regels vaak in werking op de dag na publicatie of op een andere in de wet aangegeven dag. Ook komt vaak voor dat de inwerkingtreding wordt geregeld in een apart Koninklijk Besluit. Soms staat in een wet dat de inwerkingtreding nader bij wet wordt geregeld. Er komt dan een aparte invoeringswet, soms al op dezelfde dag aangenomen. Deze bevat vaak tevens overgangsregelingen en/of gerelateerde aanpassingen in andere wetten of regelingen.
In 2009 werd een systeem ingevoerd van vaste verandermomenten, aanvankelijk alleen voor wetten en Algemene Maatregelen van Bestuur (AMvB’s) met directe relevantie voor bedrijven en instellingen. De vaste verandermomenten zijn 1 januari of 1 juli van een jaar voor wetten en AMvB’s en 1 januari, 1 april, 1 juli of 1 oktober voor ministeriële regelingen. Hier zijn verschillende uitzonderingen op. Gelijktijdig werd beloofd dat er voortaan een redelijke voorbereidingstermijn zou zijn tussen publicatie en inwerkingtreding van relevante wetten.
Los van de inwerkingtreding van de wet als geheel kan het voorkomen dat bepaalde onderdelen (een artikel of lid) pas in werking treedt op een latere datum, in dezelfde wet, een invoeringswet of koninklijk besluit bepaald.

### Verwijzingen naar externe normen
Het komt regelmatig voor dat de wettekst verwijst naar een NEN-norm, bijvoorbeeld in de Wet pleziervaartuigen. Door het opnemen van zo'n norm in de tekst van de wet wordt zo'n norm echter nog geen wet. Men hoeft dus niet te handelen volgens deze normen. Dit wordt in veel gevallen ook door de wetgever zelf verklaard.
In het Bouwbesluit wordt naar veel NEN-normen verwezen, die bovendien vaak worden gewijzigd. Zelfs deze NEN-normen zijn echter niet vrij te gebruiken, in tegenstelling tot gewone wetten rust er auteursrecht op en voor het gebruik ervan moet betaald worden aan het Nederlands Normalisatie Instituut. Het telkens weer aanschaffen van nieuwe versies is een kostbare zaak. Bezwaren hiertegen zijn echter verworpen, zoals hieronder uiteengezet.
Aan Knooble, een adviesbureau dat berekeningen maakt op grond van het Bouwbesluit, weigerde het NNI een alternatief te bieden, waarna het bureau de zaak voor de rechter bracht. Op 31 december 2008 heeft de rechter een uitspraak gedaan over het gebruik van Nederlandse Normen in de Nederlandse wetgeving. Uit het vonnis blijkt dat de Haagse rechtbank met het bureau van mening is dat NEN-normen, waarnaar verwezen wordt in het Bouwbesluit, niet verbindend zijn, omdat ze niet volgens de Bekendmakingswet zijn bekendgemaakt.
De Staat heeft besloten om in hoger beroep te gaan tegen de uitspraak. De ministers Hirsch Ballin (Justitie), Van der Hoeven (Economische Zaken) en Van der Laan (Wonen) zagen in het vonnis geen aanleiding om tot wijziging van het huidige systeem over te gaan: “Het huidige systeem van verwijzen in wetgeving naar normen en andere private documenten is deugdelijk en in lijn met Europese aanpak.” Toch wordt er, in lijn met het onderzoek van 2004 inzake de Kenbaarheid van Normen en Normalisatie, wederom een onderzoek gestart naar de beschikbaarheid van NEN-normen bij gebruik in wet- en regelgeving.
In het hoger beroep heeft het gerechtshof te Den Haag op 16 november 2010 de uitspraak van de rechtbank vernietigd en de eis van Knooble afgewezen. Hierop ging Knooble in cassatie bij de Hoge Raad, die in een uitspraak van 22 juni 2012 het oordeel van het gerechtshof bevestigde.
Nationale NEN-normen waarnaar dwingend wordt verwezen in wet- en regelgeving zijn per 1 januari 2016 kosteloos inzichtelijk via de website van het NEN.

### Publicatie van de parlementaire geschiedenis
De wetteksten zijn vanaf de indiening bij de Tweede Kamer terug te vinden, samen met de parlementaire geschiedenis: alles wat er in beide kamers over het onderwerp gezegd en geschreven is. Daarvoor kan overheid.nl gebruikt worden.
Dit is een belangrijke mogelijkheid voor procespartijen om die te kunnen vinden en de rechter te kunnen laten zien wat de volksvertegenwoordiging met die wet bedoelde.

## Voorbeeld
Uitgaande van het feit dat een wijziging van de openingsuren van winkels vrijwel alle Nederlanders aangaat wordt de gang van een wetsontwerp geïllustreerd aan de hand van de in 1996 aangenomen Winkeltijdenwet.
Zie aldaar.

## Verzamelwet
Een verzamelwet is een wet over diverse onderwerpen. Technische verzamelwetten (ook wel herstel- veeg- of reparatiewetten genoemd) worden gebruikt om technische aanpassingen te doen of om omissies in wetgeving te herstellen. Voor de rest wordt, niet alleen om redenen van overzichtelijkheid, maar ook om de Eerste Kamer de mogelijkheid te geven om een voorstel over één onderwerp te verwerpen en een voorstel over een ander onderwerp aan te nemen, terughoudend gebruikgemaakt van een verzamelwet. De verschillende onderdelen van een verzamelwet dienen voldoende samenhang te hebben.
Van samenhang is volgens de regering in ieder geval sprake in elk van de volgende gevallen:
- inhoudelijke samenhang
- budgettaire samenhang, zoals bij wetgeving waarbij de opbrengst van bepaalde maatregelen wordt gebruikt als dekking voor andere maatregelen
- thematische samenhang waarbij de samenhang zijn grond vindt in de aard van de onderwerpen
- uitvoeringstechnische samenhang, zoals bij wetgeving waarbij voor de doelgroep of de betrokken uitvoeringsinstantie gelijktijdige invoering gewenst is.

Ook de politieke gevoeligheid van een onderdeel kan reden zijn dit niet in een verzamelwet op te nemen. De Eerste Kamer heeft meermaals te kennen gegeven beleidsonderwerpen die geen samenhang vertonen, niet in één wet samengebracht te willen zien.

## Wetswijzigingen
Indien hogere regelgeving daartoe een grondslag bevat, kan hogere regelgeving door lagere regelgeving worden gewijzigd. Vaak maakt de hogere regelgeving de wijziging niet alleen mogelijk, maar schrijft deze ook de wijziging voor, inclusief de specifieke inhoud. De nieuwe wetstekst kan dan:
- van tevoren vaststaan
- afhangen van een andere wet, bijv. "worden herzien met ingang van de dag waarop het netto minimumloon wordt herzien met het percentage van deze herziening" met "In deze wet .. wordt verstaan onder .. netto minimumloon: het netto minimumloon, bedoeld in artikel 37, eerste lid, van de Wet werk en bijstand" (art. 5 IOAW)
- afhangen van bepaalde statistische gegevens, bijv. diverse consumentenprijsindices of het gemiddelde van de eigenwoningwaarden (indexering, art. 10.1 t/m 10.3 en 10.5 IB)

Als het een wijziging betreft van bedragen of percentages, en de grondslagbepaling gebruikt de term wijzigen of vervangen, dan wijzigt de lagere regelgeving daadwerkelijk de tekst van de hogere. In de Wet inkomstenbelasting 2001 bijvoorbeeld staan alleen de actuele bedragen. Deze wet bepaalt dat de bedragen bij ministeriële regeling worden vervangen door andere. Dit wordt gedaan door een besluit van de staatssecretaris om de wet te wijzigen. Soms schrijft de wet over een mogelijke wijziging voor dat deze bij algemene maatregel van bestuur vastgesteld wordt, bijvoorbeeld voor de aanpassing van de AOW-leeftijd vanaf 2023 op basis van de gewijzigde levensverwachting.
Alle overige termen of formuleringen in de grondslagbepalingen leiden niet tot een formele wijziging van de hogere regeling. Over een bedrag zegt de wet bijvoorbeeld dat het wordt herzien met de procentuele stijging van de consumentenprijsindex, en dat van het herziene bedrag door "Onze Minister" mededeling gedaan wordt in de Staatscourant. Er komt dan in de Staatscourant inderdaad een mededeling van de staatssecretaris betreffende herziening. Een wet kan niet worden gewijzigd op basis van een mededeling. Zie ook verwerking op wetten.overheid.nl van een herziening in een geconsolideerde wetstekst. Inhoudelijk is het onderscheid en de oude tekst niet van belang.
Voor sommige veranderingen hoeft de wet niet gewijzigd te worden, omdat de wet regels stelt afhankelijk van jaartallen of data. De AOW-leeftijd in elk van de jaren tot en met 2023 staat bijvoorbeeld in de huidige wet (bijv. "De pensioengerechtigde leeftijd en de aanvangsleeftijd zijn .. in 2019: 66 jaar en vier maanden, respectievelijk 16 jaar en vier maanden"), zodat voor deze wijzigingen van de AOW-leeftijd geen wetswijziging meer nodig is (geweest), zelfs niet een herziening. Verder kan een wet verwijzen naar een andere wet, bijvoorbeeld "het minimumloon per maand, bedoeld in artikel 8, eerste lid, onderdeel a, van de Wet minimumloon en minimumvakantiebijslag", en "de pensioengerechtigde leeftijd, bedoeld in artikel 7a, eerste lid, van de Algemene Ouderdomswet". Zo kan een wet als het ware inhoudelijk wijzigen zonder dat de tekst van diezelfde wet wijzigt.
Soms gaat een wijzigingsvoorschrift dat "bij het begin van het kalenderjaar" een wijziging voorschrijft zelf ook in bij het begin van een kalenderjaar. Het wordt dan op dat moment gelijk al toegepast. In de Wet inkomstenbelasting 2001 is bijvoorbeeld met ingang van 1 januari 2010 ingevoegd artikel 10.6a (Jaarlijkse verlaging percentage in regeling gecombineerde heffingskorting bij minstverdienende partner) dat het in artikel 8.9 vermelde percentage (in 2009 93 1/3%) verlaagt met 6 2/3%-punt. Hier wordt bedoeld dat de eerste verlaging gelijk al met ingang van dezelfde dag plaatsvindt.
Soms worden in een wijzigingswet ook wijzigingen in een wet vastgesteld die pas jaren later ingaan.
Artikel 5.2 IB met forfaitaire rendementpercentages wordt op grond van artikel 10.6ter IB na afloop van elk kalenderjaar met terugwerkende kracht tot het begin van dat kalenderjaar gewijzigd. Als eerste wordt artikel 5.2 na afloop van 2023 met terugwerkende kracht tot het begin van 2023 gewijzigd.
Een wet die geheel of gedeeltelijk bestaat uit wetswijzigingen wordt vaak onderverdeeld in onderdelen met nummering in Romeinse cijfers. Een onderdeel bestaat dan bijvoorbeeld uit de wijzigingen in één wet op één datum. Bij een nota van wijziging van een voorstel voor een dergelijke wet worden soms bij invoeging van onderdelen een gewone hoofdletter zonder scheidingsteken aan een Romeins cijfer toegevoegd, zelfs als die letter ook in Romeinse cijfers wordt gebruikt, zodat er bijvoorbeeld een onderdeel VIIC is.

## Beschikbaarstelling van teksten in geconsolideerde vorm
De website wetten.overheid.nl bevat de wetsteksten in geconsolideerde vorm. Geconsolideerd wil zeggen dat alle in de loop van de tijd aangebrachte wijzigingen in de tekst van de wet zelf zijn doorgevoerd.
De Tweede Kamer publiceert ook bijgewerkte versies van daar aanhangige wetsvoorstellen. Nadat de Tweede Kamer een wetsvoorstel heeft aangenomen wordt de uiteindelijke versie van het wetsvoorstel (waar niet alleen de nota's van wijziging maar ook de aangenomen amendementen in zijn verwerkt) gepubliceerd als kamerstuk van de Eerste Kamer (zie ook boven).
De wetteksten worden ook, al dan niet voorzien van juridisch commentaar en/of wetsgeschiedenis, gepubliceerd door juridische uitgevers. Bijvoorbeeld de editie Schuurman & Jordens en de serie Tekst & Commentaar.
Voor geconsolideerde verdragsteksten zie Tractatenblad.

## Aanwijzing gericht tegen het in een hogere regeling toestaan dat daarvan bij lagere regeling wordt afgeweken
Aanwijzing 33a van de Aanwijzingen voor de regelgeving bepaalt dat in principe in een hogere regeling niet wordt toegestaan dat daarvan bij lagere regeling wordt afgeweken. Met de term afwijken wordt gedoeld op de situatie dat de lagere regelgeving bepalingen bevat die niet slechts uitwerking of invulling inhouden van formeelwettelijke bepalingen, maar daarmee als het ware ‘strijdig’ zijn.
Van de hier bedoelde gevallen dient overigens te worden onderscheiden dat wordt toegestaan dat bij lagere regeling uitzonderingen op een voorschrift in een hogere regeling worden gemaakt onder het stellen van voorwaarden of eisen en onder aanwijzing van een bepaalde groep of situatie of een tijdsperiode. Dit betreft in het bijzonder de figuur van de vrijstelling of ontheffing. Een dergelijke opzet is volgens de toelichting zeker aanvaardbaar en soms zelf de meest voor de hand liggende.
De aanwijzing dateert uit 2008 en vloeide voort uit de aangenomen "motie Jurgens". De aanwijzing schrijft niet voor dat toen al bestaande wetsbepalingen worden aangepast. Deels gebeurt dit wel. Zo is er de Wet van 27 september 2012 tot wijziging van een aantal wetten op het terrein van het Ministerie van Sociale Zaken en Werkgelegenheid teneinde deze in overeenstemming te brengen met de motie van het voormalige Eerstekamerlid Jurgens c.s. Daarin wordt bijvoorbeeld in de AOW "Bij of krachtens algemene maatregel van bestuur kunnen ten aanzien van het eerste lid afwijkende regels worden gesteld ten gunste van" vervangen door "Bij of krachtens algemene maatregel van bestuur kan worden bepaald dat recht heeft op toeslag".

## Intrekking van een wetsvoorstel
De regering kan op grond van artikel 86 van de Grondwet een wetsvoorstel vóór of tijdens de behandeling intrekken. Dit gebeurt door middel van een brief van de indiener aan de Kamer waar de wet aanhangig is. Deze is onderdeel van het dossier van het wetsvoorstel, en heeft naast de dossiertitel vaak de stuktitel "Brief houdende intrekking van het wetsvoorstel" of "Brief houdende intrekking van ..". Hier staat dan in "Daartoe gemachtigd door de Koning trek ik het voorstel van wet hierbij in.", met toelichting. Soms gebeurt dit bij de behandeling in de Eerste Kamer, dus als de Tweede Kamer de wet al heeft aangenomen.
Soms stuurt de premier hieraan voorafgaand een overzicht van wetsvoorstellen die zullen worden ingetrokken.

## Intrekking van een wet; wijziging citeertitel
Bij wet kan een wet worden ingetrokken (de term vervallen wordt niet gebruikt voor wetten, maar onder meer voor hoofdstukken, artikelen en zinsneden in wetten). Meestal is dit een artikel in een wet die een nieuwe versie of alternatief vormt. Soms is er echter een speciale intrekkingswet, zoals de Intrekkingswet Beleggingswet. Als een wet wordt vervangen door een andere (wat onderscheiden moet worden van het wijzigen van een wet) heeft de nieuwe soms een heel andere naam; soms wordt een jaartal in de titel toegevoegd of aangepast. Soms is er een miniem verschil tussen de oude en de nieuwe naam, zoals Algemene Bijstandswet, dat Algemene bijstandswet met een kleine b werd.
Een Wijzigingswet wijzigt een of meer wetten, en bevat soms overgangsbepalingen. Wanneer deze overgangsbepalingen zijn uitgewerkt kan de Wijzigingswet worden ingetrokken. Dit betekent niet dat de wijzigingen worden teruggedraaid. Zo is er bijvoorbeeld de Wet van 13 april 2006 tot intrekking en wijziging van diverse wetten en een besluit op het terrein van het Ministerie van Sociale Zaken en Werkgelegenheid.
Een tussenvorm tussen het intrekken van een wet en de inwerkingtreding van een nieuwe enerzijds, en een wetswijziging anderzijds, is een wijziging van de wet met tevens een wijziging van zijn citeertitel. Dit is per 2010 gebeurd bij de Wajong.

## Caribisch Nederland
De Invoeringswet openbare lichamen Bonaire, Sint Eustatius en Saba bepaalt dat Nederlandse wettelijke regelingen niet van toepassing zijn in Caribisch Nederland, tenzij uitdrukkelijk bepaald is dat dit wel het geval is. Bij deze wetten wordt er vaak een artikel aan toegevoegd met de tekst: "Deze wet is mede van toepassing in de openbare lichamen Bonaire, Sint Eustatius en Saba." De Aanpassingswet openbare lichamen Bonaire, Sint Eustatius en Saba heeft per 10 oktober 2010 aan 7 wetten een artikel met deze tekst toegevoegd, bijvoorbeeld aan de Bekendmakingswet. Aan een aantal andere wetten is een geclausuleerde versie toegevoegd, zoals "Deze wet is mede van toepassing in de openbare lichamen Bonaire, Sint Eustatius en Saba met inachtneming van het in dit hoofdstuk bepaalde."
Van veel wetten is er voor Caribisch Nederland een aparte versie, met in de titel de toevoeging BES, zoals het Wetboek van Strafrecht BES.